# حسن حميدة
حسن محمد حميدة ()، هو مهندس وأستاذ جامعي مصري تولي منصب وزير النقل في مصر من 17 يناير 1972 حتي 28 مارس 1973 في عهد الرئيس انور السادات.